# Фатеми, Хоссейн
Сеид Хоссейн Фатеми (перс. حوسێن فاتم‎;
10 февраля 1917, Наин — 10 ноября 1954, Тегеран, Иран) — иранский политический и государственный деятель, министр иностранных дел Ирана (1951—1953), журналист, прозаик. Член Национального фронта Ирана.
Будучи близким соратником премьер-министра Мохаммада Мосаддека, разработал план национализации нефтегазовых ресурсов страны, что считается основной причиной того, что ЦРУ США спланировала и осуществила военный переворот, который получил кодовое название «Операция Аякс».

## Биография

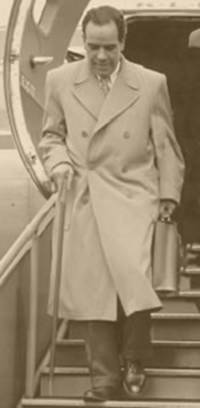
Фатеми после поездки во Францию.

Был младшим из пяти детей. Переехал в Исфахан для получения высшего образования. С 1944 по 1948 год он учился во Франции, где получил степени бакалавра в области журналистики и доктора права. Он был едким критиком иранского монарха Реза-шаха, что нашло отображение в его газетных редакционных статьях.
После окончания университета Фатеми вернулся в Иран и сыграл важную роль в запуске ежедневной газеты под названием «Бахтар» (Bākhtar — «Запад»), которая затем была переведена из Исфахана в Тегеран. Был активным членом Национального фронта Ирана с момента его основания в 1949 году. Фатеми был одним из 19 сторонников Мосаддыка, организовавших протест в Мраморном дворце в октябре 1949 года после того, как им было отказано в парламентских местах.

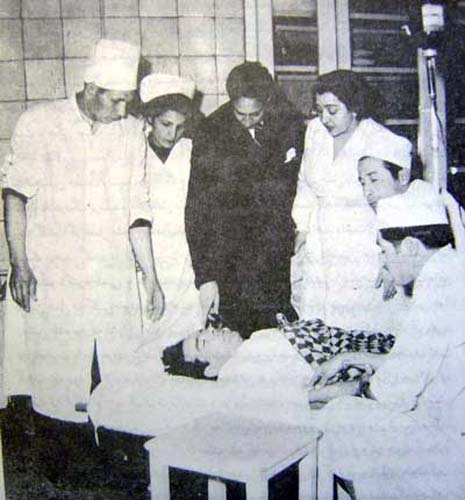
На больничной койке после покушения.

15 февраля 1952 года Фатеми стал объектом покушения со стороны молодого члена исламистской организации «Федаины ислама» Мохаммада-Мехди Абдеходаи во время произнесения поминальной речи на могиле одного из своих соратников, убитого редактора «Мард-э эмруз» Мохаммада Масуда. Едва избежав смерти, Фатеми получил серьезные ранения, был госпитализирован и несколько месяцев находился на лечении.
Фатеми был депутатом от Тегерана в иранском парламенте и помощником премьер-министра. В возрасте 33 лет он был назначен министром иностранных дел в кабинете Мосаддыка в октябре 1952 года. Он сменил на этом посту Хоссейна Наваба. Согласно мемуарам Мосаддыка, опубликованным после смерти Фатеми, именно последний был инициатором политики национализации нефти в Иране.

## Переворот и гибель
С приближением организованного ЦРУ государственного переворота в августе 1953 года, в результате которого будет свергнуто демократически избранное правительство Мосаддыка, некоторые западные издания, включая Newsweek, заклеймили Фатеми и ряд других членов кабинета министров (Мехди Азар, Абдол Али Лофти) «опасными коммунистами», представляющими угрозу для страны. 15 августа Фатеми должен был быть арестован вместе с Мосаддыком и другими близкими соратниками, но первая попытка переворота провалилась. Фатеми был задержан роялистской группой офицеров и солдат, которые так спешили, что даже не разрешили ему надеть обувь, но в конечном итоге он был освобожден и направился прямо в резиденцию премьер-министра. Опасаясь очевидного провала переворота, Мохаммад Реза Пехлеви немедленно бежал в Багдад.
Утром после первой попытки шахского переворота, Фатеми посоветовал Мосаддыку, все ещё остававшемуся сторонником конституционной монархии, объявить республику. На антиимпериалистическом митинге на площади перед меджлисом и в вечерней редакционной статье в своей газете осудил шаха как «капризного и кровожадного», «слугу британцев» и «багдадского вора», а также обрушился на других представителей династии Пехлеви и придворных кругов, призывая к ликвидации монархии: «порочность семьи иранского шаха превосходит порочность египетского двора». Считая свержение Мохаммеда Реза Шаха Пехлеви уже делом свершённым, он заявлял: «Сегодня мы восстали и опрокинули позорное учреждение, основы которого были заложены английским полковником (то есть шахом) 32 года назад для защиты интересов Великобритании в отношении южной нефти Ирана. Сегодня вы должны протянуть руку помощи отважному сыну нашего отечества доктору Мосаддыку, с тем, чтобы заложить основы нового Ирана, Ирана благоустроенного, свободного от иностранных заговоров. Соотечественники, слава Аллаху, что последняя опора английского влияния, бесславный дворец Пехлеви, разрушен. Кроме вашей воли никакая иная воля не была бы в состоянии без всякого кровопролития уничтожить это гнездо интриг и позора».

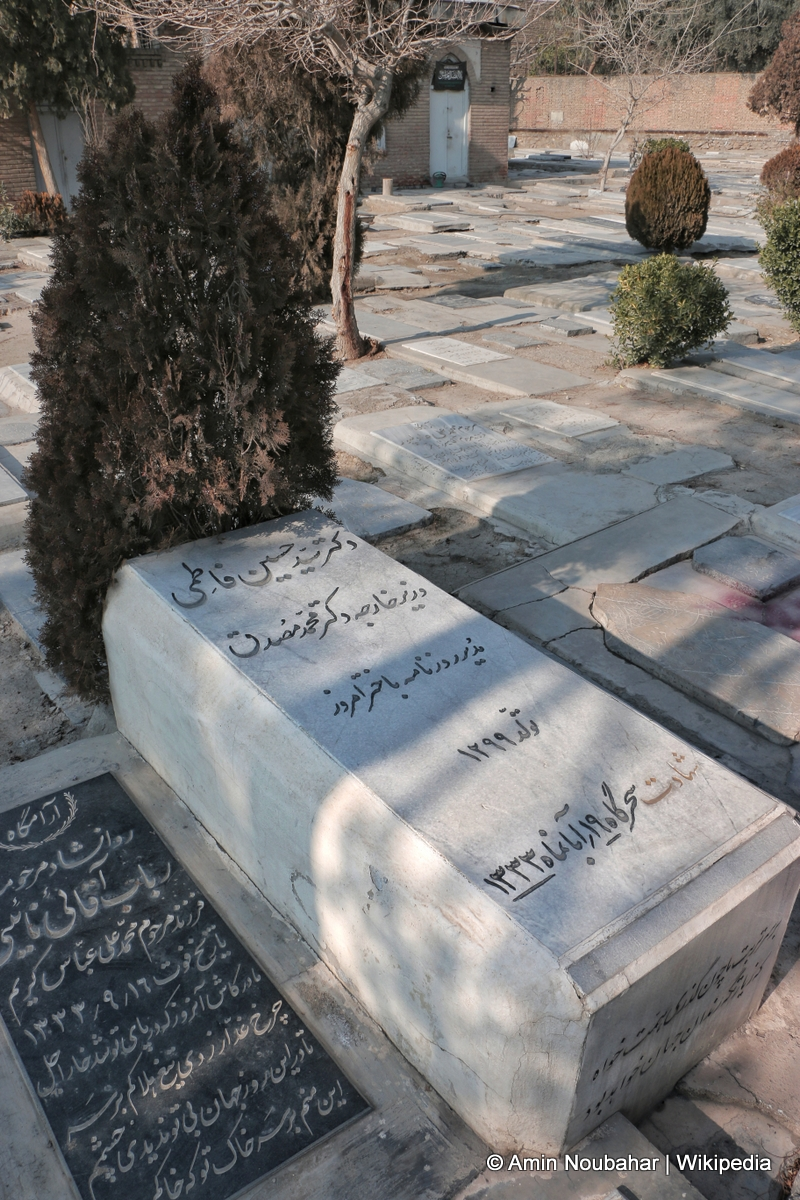
Могила Фатеми на кладбище Ибн Бабавайх.

19 августа офисы газеты Фатеми подверглись нападению и были сожжены толпой, подстрекаемой иранской агентурой ЦРУ. Последовавшая вторая попытка переворота оказалась удачной. После ареста Мосаддыка Фатеми ушел в подполье, укрывшись на конспиративной квартире при помощи активистов коммунистической партии Туде. В подполье Фатеми начал писать мемуары, но после 204 дней он был обнаружен 13 марта 1954 года; при этом военные убили его сестру, Салтанате Бану, которая пыталась спасти Фатеми. Бывший министр был арестован, обвинён в прокоммунистических симпатиях, подвергнут жестоким пыткам и осуждён военным судом к смертной казни за «измену родине и шаху» 10 октября.
После зверских истязаний Фатеми, всё ещё страдавший от лихорадки и травм со времени неудачного покушения, был расстрелян утром 10 ноября 1954 года в тегеранских казармах Гаср.